# Prima Evadare
Prima Evadare este cel mai mare concurs de ciclism cross country din România și estul Europei. Concursul are startul din București și finalul la Snagov.
Evenimentul a fost premiat în cadrul Galei "Ce se întamplă, doctore? - Celebrating Life", în cadrul categoriei "Oamenii se mișcă".
Are loc anual în al treilea weekend din luna mai. 
Încă de la prima ediție din 2009, își propunea să deschidă sezonul maratoanelor MTB într-o versiune ușoară, fără diferențe de nivel. De câțiva ani a devenit maratonul de ciclism cu cel mai mare număr de participanți și cel mai bine organizat din estul Europei.
Pentru mulți cicliști, mai ales cei din București și împrejurimi, a însemnat începutul lor în mountain bike-ul românesc.
Concursul se desfășoară între București și Snagov prin păduri și drumuri de țară pe o distanță de 55  km. Traseul Prima Evadare se poate parcurge aproape tot timpul anului, unele zone fiind pietruite.
Se parcurg vechii codrii ai Vlasiei, locuri istorice, sate, și zone de agrement. Se trece pe lângă Mausoleul Mauriciu Blank din Padurea Băneasa, prin Bateria 3-4 din centura de fortificații a Bucureștiului, pe lângă Aeroportul Internațional Henri Coandă București, pe drumul palatelor Ghica, prin Palatul Ghica din Moara Vlăsiei, pe lângă zone de agrement cum sunt Laguna Verde, Edenland, Casa Vlăsiei până se ajunge la Snagov - Astoria.
Bateria 3-4 a fost curățată de gunoaie și amenajată cu podețe pentru traseu și pentru concurs.
În mai 2023, înaintea concursului Prima Evadare, au apărut acuzații conform cărora Romsilva Ilfov a fost arat cu plugul cu câteva zile înainte de startul competiției afectând traseul competiției. 
Organizatorii concursului au purtat discuții cu reprezentanții Romsilva și ai Ministerul Mediului, Apelor și Pădurilor (România), ajungându-se la un acord pentru buna desfășurare a evenimentului. Ministrul Mediului, Tánczos Barna, a subliniat importanța utilizării pădurilor în scop recreativ și a criticat orice opoziție față de activitățile sportive desfășurate în acestea.
Concursul este organizat de Clubul Sportiv NoMad Multisport care organizează Transilvania Bike Trails Race (TBTRace), MoonTimeBike și are una din cele mai bune echipe de mountain bike din România, NoMad Merida CST.

## Câștigătorii edițiilor Prima Evadare
| An   | Câștigător                 | Țara    | Echipa                        | Timp       |
| ---- | -------------------------- | ------- | ----------------------------- | ---------- |
| 2009 | Daniel Roșioru / Vlad Dinu | România | Emmedue                       | 1h 47' 41" |
| 2010 | Marian Frunzeanu           | România | Giant                         | 1h 59'     |
| 2011 | Wouter Cleppe              | Belgia  | Team Vivelo                   | 2h 13' 18" |
| 2012 | Wouter Cleppe              | Belgia  | Ram Bikes                     | 1h 42' 35" |
| 2013 | Lucian Logigan             | România | Ideal Geiger Team             | 1h 51' 45" |
| 2014 | Lucian Logigan             | România | Ideal Geiger Team             | 1h 49' 09" |
| 2015 | Marius Petrache            | România | Bikexpert Racing Team         | 1h 56' 25" |
| 2016 | Ede Molnar                 | România | Dinamo-Bikexpert Racing Team  | 2h 17' 17" |
| 2017 | Vlad Dascălu               | România | Dinamo-Bikexpert Racing Team  | 1h 39' 18" |
| 2018 | Alex Stancu                | România | Dinamo-Bikexpert Racing Team  | 1h 42' 59" |
| 2019 | Raul Sînza                 | România | CarCover Veloteca Racing Team | 1h 41' 06  |
| 2023 | Patrick Pescaru            | România | NoMad Merida CST              | 1h 46' 06  |
| 2024 | Emil Dima                  | România | Savorya Cycling Team          | 1h 48' 16" |
| 2025 |                            |         |                               |            |

## Câștigătoarele edițiilor Prima Evadare
| An   | Câștigătoare           | Țara     | Echipa                   | Timp       |
| ---- | ---------------------- | -------- | ------------------------ | ---------- |
| 2009 | Laura Sutcliffe        | Anglia   | NoMad Merida Racing Team | 2h 32' 01" |
| 2010 | Emeșe Fodor            | România  | NoMad Merida Racing Team | 2h 28' 52" |
| 2011 | Zsuzsi Gyurka          | România  | NoMad Merida Racing Team | 3h 23' 33" |
| 2012 | Zsuzsi Gyurka          | România  | NoMad Merida CST         | 2h 06' 40" |
| 2013 | Zsuzsa Gyurka          | România  | NoMad Merida CST         | 2h 12' 46" |
| 2014 | Dumitru Irina          | România  | Bikexpert Racing Team    | 2h 20' 02" |
| 2015 | Dumitru Irina          | România  | Bikexpert Racing Team    | 2h 24' 28" |
| 2016 | Krystina Konvisarova   | Ucraina  | Ghost Ukraine            | 3h 03' 31" |
| 2017 | Suzanne Hilbert        | România  | NoMad Merida CST         | 2h 05' 52" |
| 2018 | Suzanne Hilbert        | România  | NoMad Merida CST         | 2h 02' 03" |
| 2019 | Gunn-Rita Dahle Flesjå | Norvegia | Merida                   | 1h 52' 03  |
| 2023 | Suzanne Hilbert        | România  | NoMad Merida CST         | 2h 08' 14  |
| 2024 | Salome Stan            | România  | Living Bike Faresin Team | 1h 59' 49" |
| 2025 |                        |          |                          |            |

## Legături externe
- Prima Evadare